# Pietro Giannone
Pietro Giannone (né le 7 mai 1676 à Ischitella, dans la province de Capitanata, dans le royaume de Sicile et mort le 17 mars 1748  à Turin) est un historien et juriconsulte italien. Il est l'auteur d'un long ouvrage sur le royaume de Naples. S'étant opposé à l'influence du pape sur le Royaume, il a été emprisonné pendant douze ans jusqu'à sa mort.

## Biographie
Pietro Giannone naît le 7 mai 1676 à Ischitella, dans la province de Capitanata, l'actuelle province de Foggia dans la région des Pouilles en Italie. Après son arrivée à Naples à 18 ans, il étudie le droit. Il se démarque cependant par ses publications historiques. Il rédige pendant 20 ans son ouvrage principal, Istoria civile del regno di Napoli (Histoire civile du royaume de Naples), publié en 1723. C'est le premier auteur à étudier systématiquement la politologie des religions. À cause de ses études du droit et du gouvernement du royaume de Naples, il appuie avec ferveur le pouvoir civil de la ville, ce qui le met en conflit avec l'autorité papale de l'Église catholique. Méprisé de la population napolitaine, il est excommunié par la cour de l'archevêque et se voit forcé de quitter la ville. Il s'établit à Vienne. Entretemps, l'inquisition inscrit son ouvrage à l’Index librorum prohibitorum.
À Vienne, protégé de l'empereur Charles VI du Saint-Empire, plusieurs membres importants de la cour viennoise obtiennent pour lui une pension et d'autres avantages pour qu'il poursuive son travail historique. Cette période voit la production de Il Triregno, ossia del regno del cielo, della terra, e del papa.
Lorsque la couronne de Naples est remise à Charles III d'Espagne, Giannone renonce à sa pension et s'établit à Venise dans l'espoir de servir la nouvelle monarchie napolitaine. N'ayant pu obtenir un passeport, il est contraint de rester à Venise où il est accueilli avec bienveillance. Après avoir décliné un poste de juriconsulte pour la république de Venise et un autre de professeur en droit public à Padoue, il est soupçonné de ne pas vouloir appuyer Venise dans ses prétentions maritimes. Malgré ses efforts pour éliminer les soupçons et à la suite d'intrigues menées par des religieux, il est expulsé de la République.
Le 23 septembre 1735, Giannone est arrêté, puis abandonné à Ferrare en Italie. Vagabondant pendant trois mois dans la région, il passe par Modène, Milan et Turin. Après avoir rejoint Genève, il profite de l'amitié de citoyens en vue. Invité au printemps de 1736 à séjourner à Vésenaz, village catholique dans le royaume de Sardaigne, pour « faire ses pâques », il y est enlevé le 24 mars, veille des Rameaux, par des agents du gouvernement sarde et amené au château de Miolans avant d'être transféré à Ceva et Turin.
Dans la forteresse de Turin, où il passe les douze dernières années de sa vie, Pietro Giannone rédige une défense des intérêts sardes contre ceux de la papauté. Il signe, sous la contrainte, une rétraction des passages les plus irritants envers le Saint-Siège. Ses conditions de détention sont ensuite moins pénibles. Il meurt le 17 mars 1748.
Le style de Pietro Giannone est jugé moins bon que le meilleur style italien de l'époque. Il montre régulièrement des inexactitudes, parce qu'il ne travaille pas toujours à partir des sources primaires et plagie de temps à autre. Comparativement à des ouvrages de meilleure facture, ses ouvrages sont mieux accueillis par le public à cause de son style et en dépit des libertés qu'il prend. En Angleterre, l'historien Edward Gibbon le cite régulièrement dans les derniers chapitres de l’Histoire de la décadence et de la chute de l'Empire romain, ce qui amène d'autres historiens à juger d'un œil favorable ses ouvrages.

## Œuvres

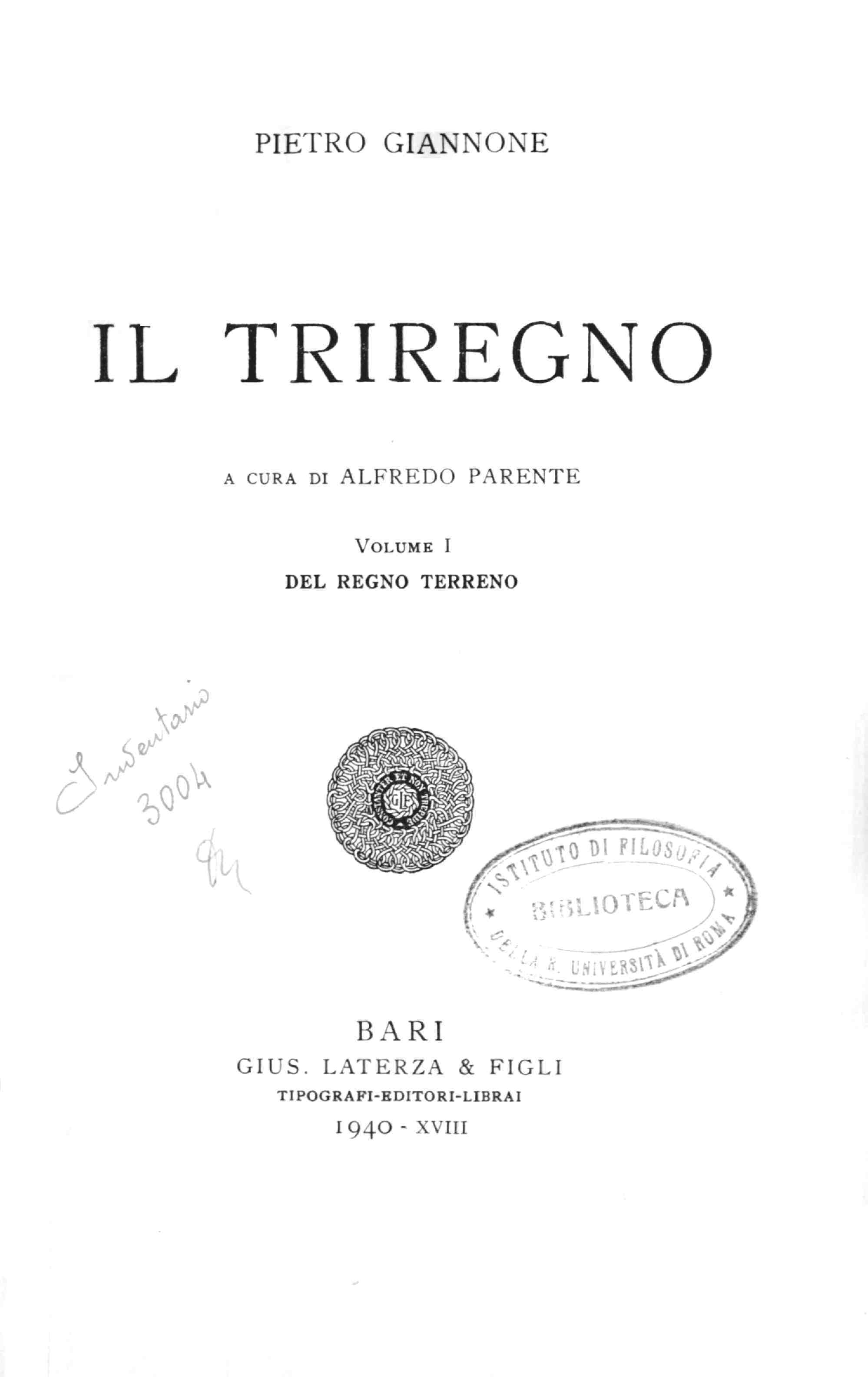
Il Triregno. Del regno terreno, Laterza, 1940

- Istoria civile del regno di Napoli
  - (it) P. Giannone, Istoria civile del regno di Napoli : In cui contiensi la Polizia del Regno sotto Romani, Goti, Greci e Longobardi, vol. 1, Italie, 1821 (lire en ligne)
    - Traduit en français sous le titre Histoire civile du royaume de Naples, tome premier

  - (it) P. Giannone, Istoria civile del regno di Napoli : In cui contiensi la Polizia del Regno sotto Romani, Goti, Greci e Longobardi, vol. 2, Italie, 1821 (lire en ligne)
    - Traduit en français sous le titre Histoire civile du royaume de Naples, tome second

  - (it) P. Giannone, Istoria civile del regno di Napoli : In cui contiensi la Polizia del Regno sotto Romani, Goti, Greci e Longobardi, vol. 3, Italie, 1821 (lire en ligne)
    - Traduit en français sous le titre Histoire civile du royaume de Naples, tome troisième

  - (it) P. Giannone, Istoria civile del regno di Napoli : In cui contiensi la Polizia del Regno sotto Svevi e Angioini, vol. 4, Italie, 1821 (lire en ligne)
    - Traduit en français sous le titre Histoire civile du royaume de Naples, tome quatrième

  - (it) P. Giannone, Istoria civile del regno di Napoli : In cui contiensi la Polizia del Regno sotto Svevi e Angioini, vol. 5, Italie, 1821 (lire en ligne)
  - (it) P. Giannone, Istoria civile del regno di Napoli : In cui contiensi la Polizia del Regno sotto Aragonesi, vol. 6, Italie, 1821 (lire en ligne)
  - (it) P. Giannone, Istoria civile del regno di Napoli : In cui contiensi la Polizia del Regno sotto Austriaci, vol. 7, Italie, 1821 (lire en ligne)
  - (it) P. Giannone, Istoria civile del regno di Napoli : In cui contiensi la Polizia del Regno sotto Austriaci, vol. 8, Italie, 1821 (lire en ligne)
  - (it) P. Giannone, Istoria civile del regno di Napoli, vol. 9, Capolago Cantone Ticino Tipografia Elvetica, 1841 (lire en ligne)

- Il Triregno, ossia del regno del cielo, della terra, e del papa